# أورسون برات
أورسون برات هو رياضياتي وسياسي أمريكي، ولد في 19 سبتمبر 1811 في هارتفورد في الولايات المتحدة، وتوفي في 3 أكتوبر 1881 في مدينة سولت ليك في الولايات المتحدة بسبب السكري.